# Chlorops riparius
Chlorops riparius är en tvåvingeart som beskrevs av Smirnov 1958. Chlorops riparius ingår i släktet Chlorops och familjen fritflugor. Arten är reproducerande i Sverige. Inga underarter finns listade i Catalogue of Life.